# Colin Campbell (hokeista na trawie)
Colin Herbert Campbell (ur. 4 listopada 1887 w Rocester, zm. 25 sierpnia 1955 w Stafford) – brytyjski hokeista na trawie na igrzyskach w Antwerpii 1920. Wraz z drużyną zdobył złoty medal.